# جوناثان ليو فيربانكس
جوناثان ليو فيربانكس (بالإنجليزية: Jonathan Leo Fairbanks)‏ هو أمين متحف أمريكي، ولد في 19 فبراير 1933 في آن آربر في الولايات المتحدة.